# Henrik Artman
Henrik Artman, född 28 februari 1968 i Helsingborg, är professor i människa-datorinteraktion på Kungliga Tekniska högskolan (KTH). Han doktorerade vid Tema Kommunikation, vid Linköpings universitet. Sedan 2009 arbetar han även deltid på Totalförsvarets forskningsinstitut.  
Henrik Artmans forskning har huvudsakligen fokuserat teknikstödd ledning av komplexa system och fördelad situationsmedvetenhet (distributed situation awareness), beställarorganisationers roll vid systemutveckling, samt kollaborativt lärande av design.